# L'Homme mouche
L'Homme mouche és un curtmetratge mut francès de 1902 dirigit per Georges Méliès. Va ser venut per la Star Film Company de Méliès i està numerat del 415 al 416 als seus catàlegs.
El mateix Méliès interpreta el ballarí rus. Aquesta pel·lícula és probablement la primera vegada que Méliès utilitza un mirador vertical, apuntant la seva càmera directament cap al terra; altres dos efectes tècnics, l'escamoteig i l'exposició múltiple, van completar la il·lusió.